# Általános Nemzeti Kongresszus
Az Általános Nemzeti Kongresszus (ÁNK, arabul: المؤتمر الوطني العام, berberül Agraw Amuran Amatay) Líbia törvényhozása volt két évig az első líbiai polgárháború vége (2011 októbere) után. 2012. július 7-én választották a líbiai szavazók, és a Nemzeti Átmeneti Tanácstól vette át a hatalmat.
Elsődleges feladatára, egy demokratikus alkotmány kidolgozására, 18 hónapos határideje volt. A határidő lejártáig éppen csak hogy el tudták kezdeni ezt a munkát, új szavazást írtak ki képviselőházi tagok választására. A megválasztott új testület 2014. augusztus 4-én vette át a hatalmat.
A korábbi ÁNK nem újraválasztott tagjainak egy csoportja, az LROR nevű forradalmi milícia (arabul  غرفة عمليات ثوار ليبيا) és a Líbiai Pajzs Erő (درع ليبيا) támogatásával 2014. augusztus 24-én kikiáltotta a Nemzeti Megmentési Kormányt. Omar al-Haszit választották miniszterelnöknek.r 2014 augusztusától az ÁNK már nem volt Líbia nemzetközileg elismert parlamentje, de még sokáig fenntartották.
Feloszlását 2016. április 1-jén mondta ki. Helyét a Nagy Államtanács foglalta el.

## Fordítás
- Ez a szócikk részben vagy egészben  a   General National Congress című angol Wikipédia-szócikk ezen változatának fordításán alapul.  Az eredeti cikk szerkesztőit annak laptörténete sorolja fel. Ez a jelzés csupán a megfogalmazás eredetét és a szerzői jogokat jelzi, nem szolgál a cikkben szereplő információk forrásmegjelöléseként.